# Apona crenulata
Apona crenulata är en fjärilsart som beskrevs av James John Joicey. Apona crenulata ingår i släktet Apona och familjen Eupterotidae. Inga underarter finns listade i Catalogue of Life.